# Vlag van Tessenderlo
De vlag van Tessenderlo werd door de gemeenteraad op 27 oktober 1992 officieel vastgesteld als de gemeentelijke vlag van de Belgisch Limburgse gemeente Tessenderlo. Op 20 juli 1993 werd hij door het Bestuur van Vlaanderen bevestigd en uiteindelijk gepubliceerd op 21 juni 1994 in het officiële Belgisch Staatsblad.
De vlag bestaat uit twee evenhoge banen geel (RAL 1016 zwavelgeel) en blauw (RAL 5022 nachtblauw) met in de linkerbovenhoek op het blauwe gedeelte een gele Sint-Maarten.
Officieel wordt de vlag beschreven als:
Twee even hoge banen van blauw en van geel met in de broektop een gele Sint-Maarten met een kreupele bedelaar.
De kleuren van de vlag en Sint-Maarten zijn afkomstig op het gemeentewapen.
In 2025 is Tessenderlo samen met Ham opgegaan in de gemeente Tessenderlo-Ham. De vlag is daardoor als gemeentevlag komen te vervallen.

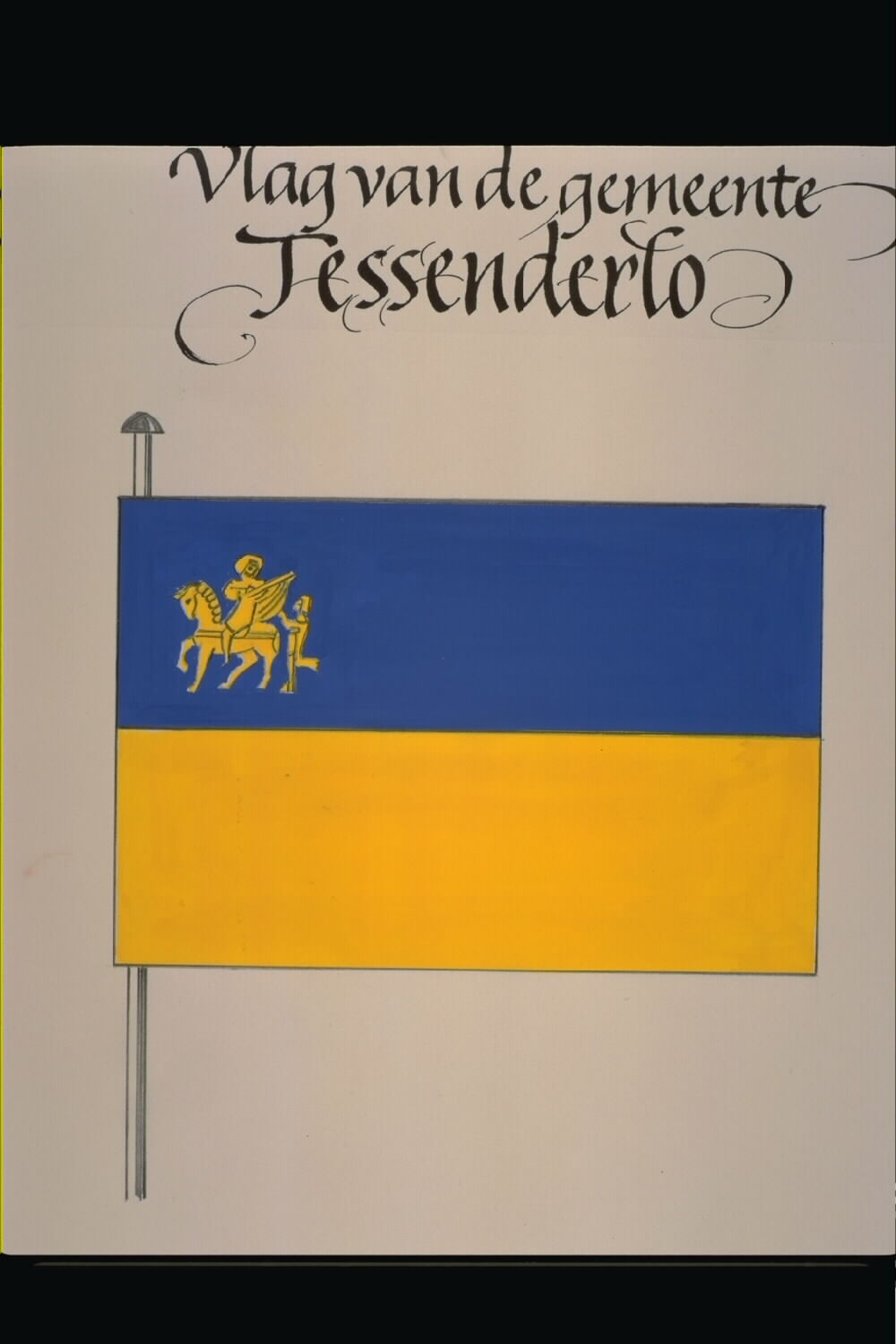
Officiële tekening van de vlag